# Asemostera daedalus
Asemostera daedalus är en spindelart som beskrevs av Miller 2007. Asemostera daedalus ingår i släktet Asemostera och familjen täckvävarspindlar. Inga underarter finns listade i Catalogue of Life.